# برايان سميث (موسيقي كندي)
برايان سميث هو موسيقي كندي، ولد في 26 مارس 1949 في لندن في المملكة المتحدة.

## وصلات خارجية
- الموقع الرسمي